# Broch (Turm)

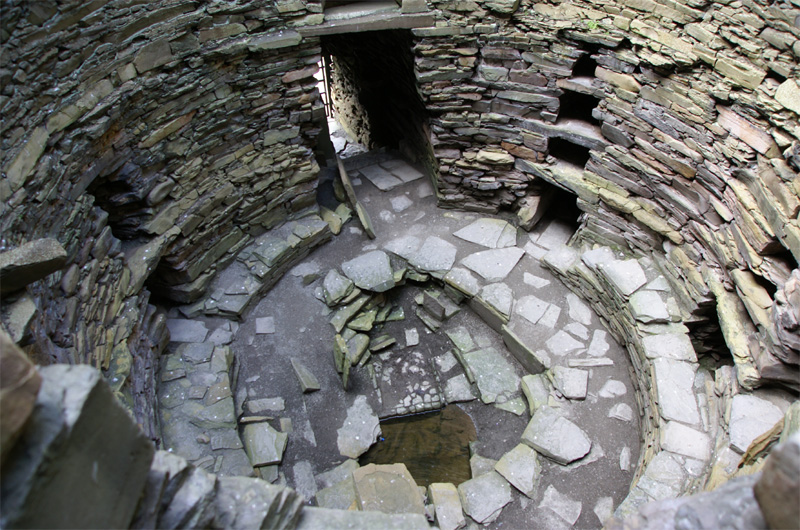
Das (ausgegrabene) Innere eines intakten Brochs – hier Mousa

Ein Broch ist ein runder, fensterloser, eisenzeitlicher Turm, der in Schottland, dort insbesondere in Caithness, aber auch auf den vorgelagerten Inseln (Orkney, Shetland und Hebriden) zu finden ist. Im südlichen Teil des Landes sind Brochs selten. Allerdings gibt es die sogenannten Lowland Brochs (Broch von Castle Craig, Doon Castle, Edin’s Hall, Broch von Tappoch). Insgesamt wurden bisher die Reste von etwa 500 Brochs gefunden. Sie werden fälschlich auch als Pict’s houses oder Pictish castles bezeichnet. Die schottische Archäologin Anna Ritchie hält sie für die finale Ausprägung der Rundhäuser Schottlands.

## Herkunft, Verbreitung, Entstehung

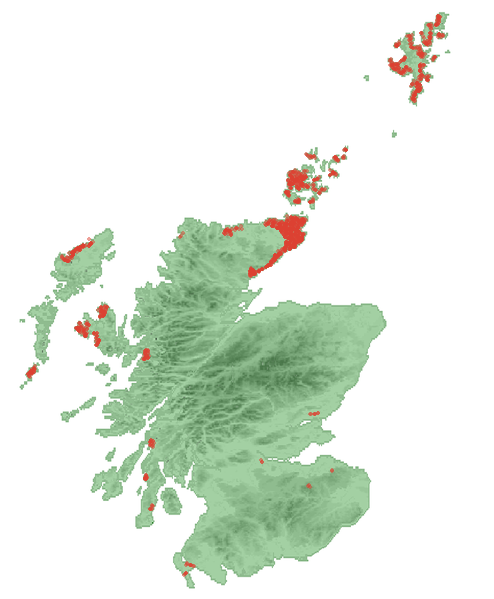
Verbreitungskarte

Broch of Burrian

Auf den Britischen Inseln sind runde Gebäude vom Neolithikum bis ins Mittelalter belegt. Die meisten wurden aus Holz gebaut und verfielen. In Nordschottland und auf den Inseln war Bauholz selten, während Stein, oft schon in gebrauchsfähiger Form und Größe, in Mengen zur Verfügung stand.
Bevor die Brochentwicklung ihren Höhepunkt erreichte, gab es in Schottland roundhouses. Ihre Anfänge reichen bis 700 v. Chr. Die ältesten sind nach derzeitigem Stand die Rundhäuser von Quanterness und vom Calf of Eday (beide auf Orkney – nach Calder The Potter’s Workshop genannt). 
Für den Broch in der „klassischen Bauweise“ mit doppelwandigem Mauerwerk werden Orkney (über 50 Exemplare), Skye und die kleine Insel Tiree als Ausgangszentren diskutiert. Der früheste, durch 14C-Datierung gesicherte Baubeginn ist nach derzeitigem Kenntnisstand um 400 v. Chr. (Scatnes Broch, auf Shetland). Die längste, gleichfalls durch 14C-Datierung gesicherte wohl ununterbrochene Nutzungsdauer, reicht bis ins späte 8., möglicherweise 9. Jahrhundert n. Chr. (Howe und Stromness auf Orkney). Der Großteil der Bauten entstand jedoch zwischen 200 v. Chr. und 200 n. Chr.
Bei dem als „älteren“ Broch diskutierten Broch von Bu (auch Bu oder Bu Broch), der auf 600 v. Chr. datiert wird, handelt es sich möglicherweise um einen Vertreter der „un- oder vorklassischen“ Bauweise, also einen Turm ohne Doppelwände in den aufgehenden Geschossen, der typologisch in die Gruppe der einfachen Roundhouses, vergleichbar Quanterness und Calf of Eday, fällt. Es gibt jedoch keinerlei Erkenntnisse über aufgehende Strukturen; Einsturzspuren wie etwa bei Howe wurden bei der Notgrabung nicht gefunden.
Verteilung
In Westschottland verbinden sich die Eigennamen der Brochs oft mit der Bezeichnung „Dun“, während auf Orkney der Begriff „Knowe“ (dt. kleiner Hügel) relativ häufig ist. Alle Brochs auf den kleineren Orkney-Inseln und 26 der 31 Brochs auf Mainland liegen am Meer (insgesamt 53). Grund dafür dürfte sein, dass die Aufschlüsse der Steilküste das Baumaterial lieferten.

### Orkney
John W. Hedges hat 52 Brochs auf Orkney bestimmt und 80 analysiert. Nur wenige haben doppelwandige Mauern. Die Zugänge haben Türsicherungen und Wächterzellen. Mindestens zehn Orkneybrochs haben eine eigene Wasserversorgung (Brunnen im Broch von Breckness). Eine Besonderheit auf Orkney ist das Auftreten zahlloser Nebengebäude auf einer Reihe von Standorten. Der Lingro Broch am Stadtrand von Kirkwall wurde von George Petrie in den 1870er Jahren ausgegraben. Das zugehörige „Brochdorf“, das größte auf Orkney, wurde völlig abgetragen.

## Bauweise
Die Architektur der Brochs ist komplex. Typisch sind fensterlose Türme aus Trockenmauerwerk mit zehn bis 15 Metern Durchmesser und bis zu 15 Metern Höhe. Es gibt vereinzelt auch Brochs mit anderen Proportionen wie den Broch von Gurness mit 20 Metern und, als größten bekannten, Edin’s Hall mit etwa 30 Metern äußerem Durchmesser. Bei ihnen schließt man aus der Stärke der noch erhaltenen Mauern, dass sie bis zu 15 Metern hoch gewesen sind. Die Besonderheit vieler Brochs (abgesehen von denen der Orkney) ist die doppelwandige Mauer, die Galerien, Nischen und Treppen enthält. Ebenerdig befindet sich ein schmaler, tunnelartiger Zugang, manchmal auch zwei oder drei. Oft findet man in diesem Hauptzugang eine oder zwei Wächterzellen. Das Erdgeschoss enthält oft mehrere radial angeordnete, T-förmige intramurale Nischen (Galerien). Einige Brochs in Sutherland sind kaum strukturiert. Zwar sind keine Zwischendecken oder Plattformen erhalten, aber aus den vorhandenen Balkenauflagen, Mauerabsätzen und den Treppenansätzen wird geschlossen (Broch von Tirefour, Dun Bharabhat auf Bernera), dass manche Brochs über einen mehrstöckigen Innenausbau verfügten. In Rekonstruktionszeichnungen werden Brochs mit konischen Holzdächern dargestellt; wie auch immer geartete Dachkonstruktionen sind aber nicht belegt.
Bei der Auswahl des Bauplatzes wurden häufig strategisch günstige Orte, wie Hügel, Halbinseln oder Inseln (Broch im West Burra Firth), bevorzugt. Brochs wurden auch an Flüssen und Seen (Grummore Broch) oder auf Inseln in Binnenseen (Dun Bragar) errichtet, die mit einem Damm mit dem Land verbunden waren. Zusätzlich wurden sie vielfach mit Wällen und Gräben umgeben. Einige Brochs wurden auf den Ruinen älterer Gebäude (Broch of Borwick) errichtet. Man findet Brochs auch in Lagen, bei denen militärische Gesichtspunkte keine Bedeutung hatten. Mitunter sind Brochs eng benachbart (Tulach an Fhuarain, Tulach Buaile A' Chroic und Tulach Lochain Bhraseil) bei Westerdale in Caithness.
Aktuelle Ausgrabungen zeigten, dass zumindest einige dieser Anlagen über eine eigene Frischwasserversorgung (Whitegate Broch bei Keiss in Caithness), über Abwasserleitungen und über Souterrains verfügten (Applecross Broch in Wester Ross).

Brochs
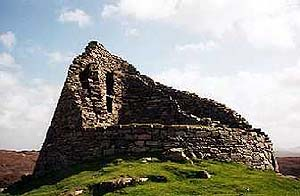
Broch Dun Carloway (Isle of Lewis)
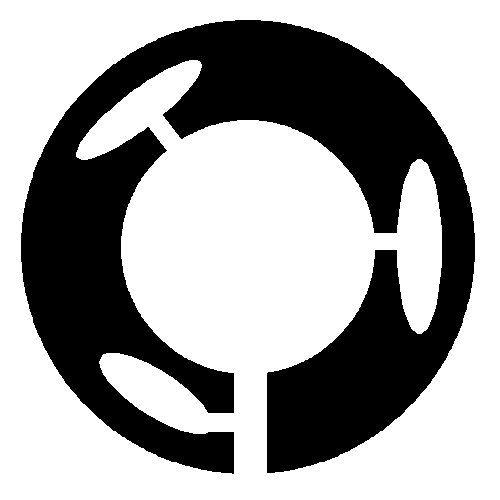
Grundplan eines Brochs. Dun Alascaig ist ein achsenysmmetrischer Broch
Querschnitt eines Brochs mit den Galerien in der Wand
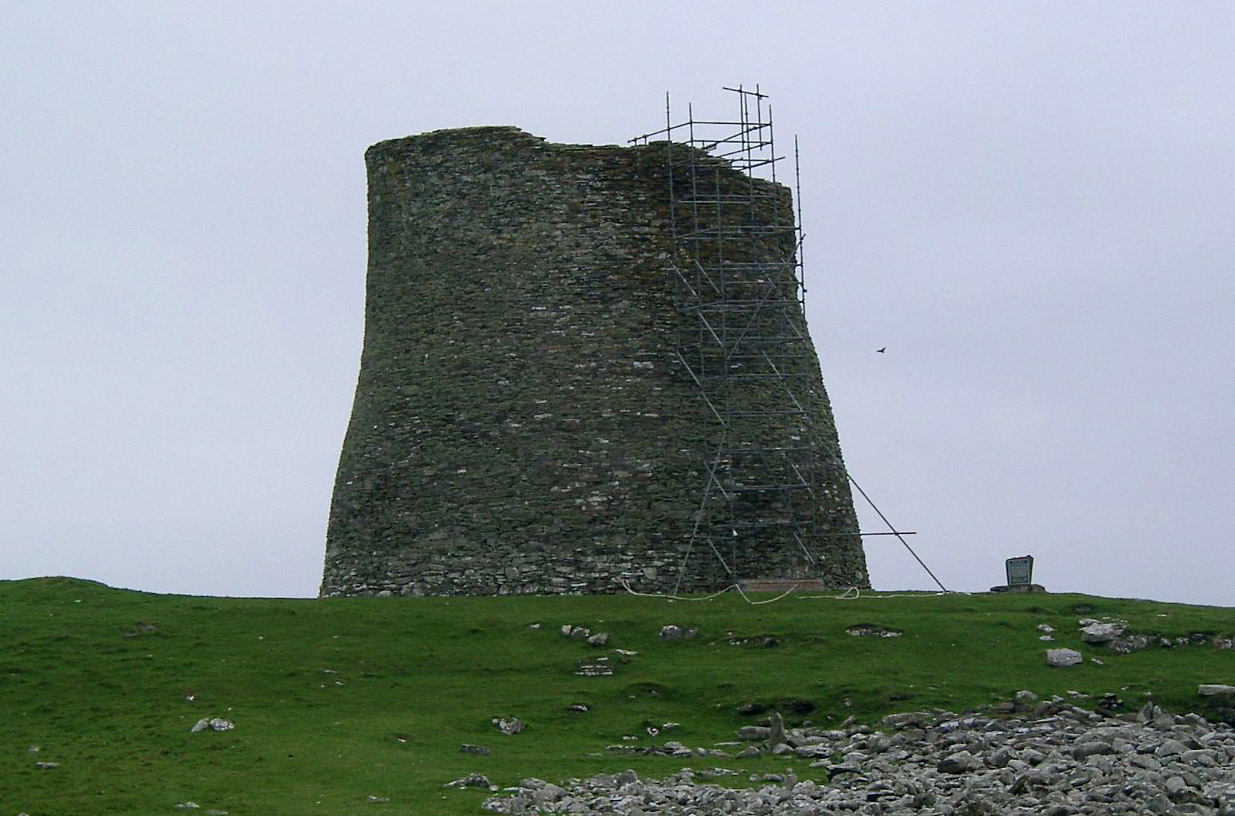
Mousa Broch
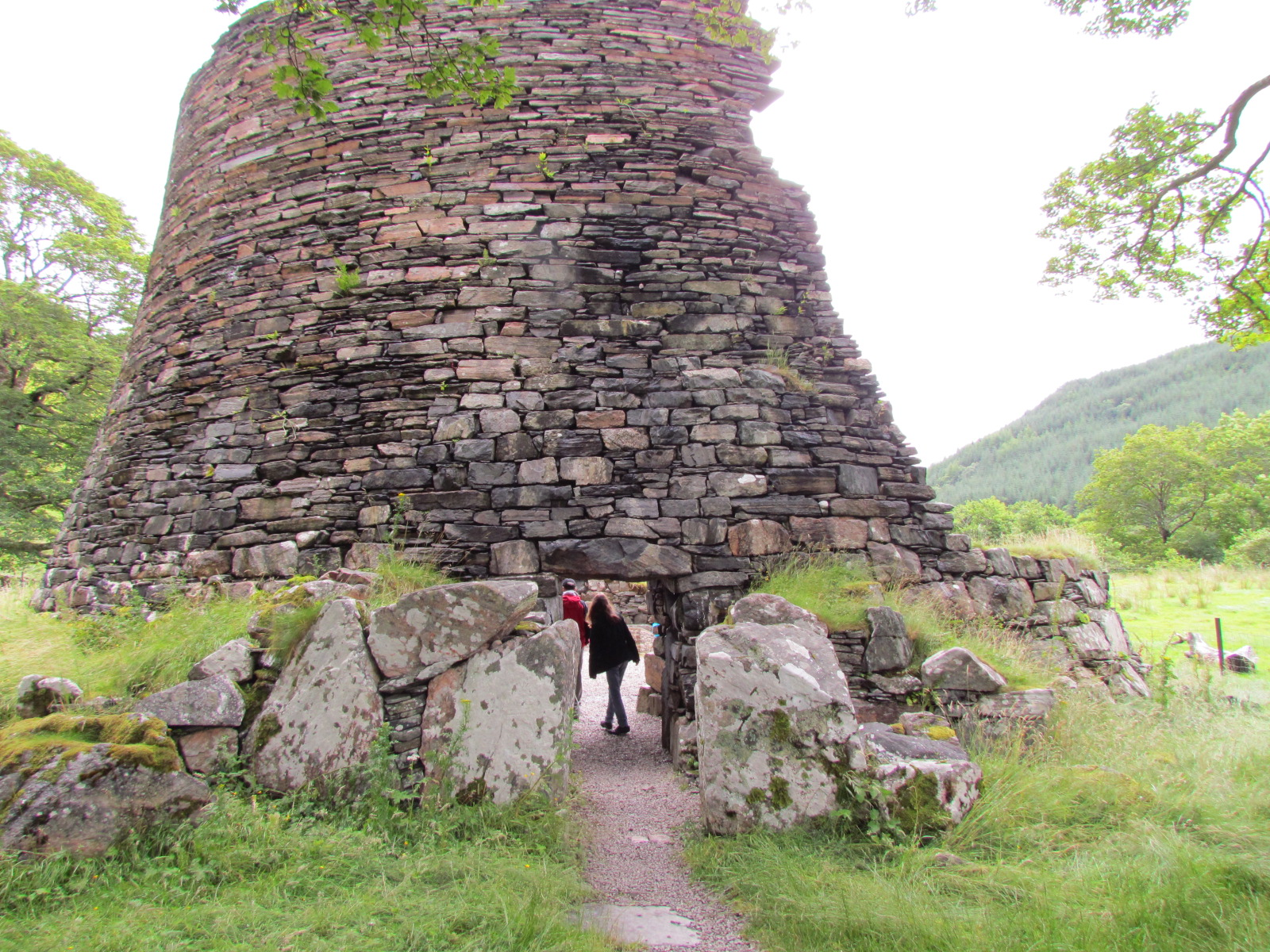
Außenmauer (Dun Telve)
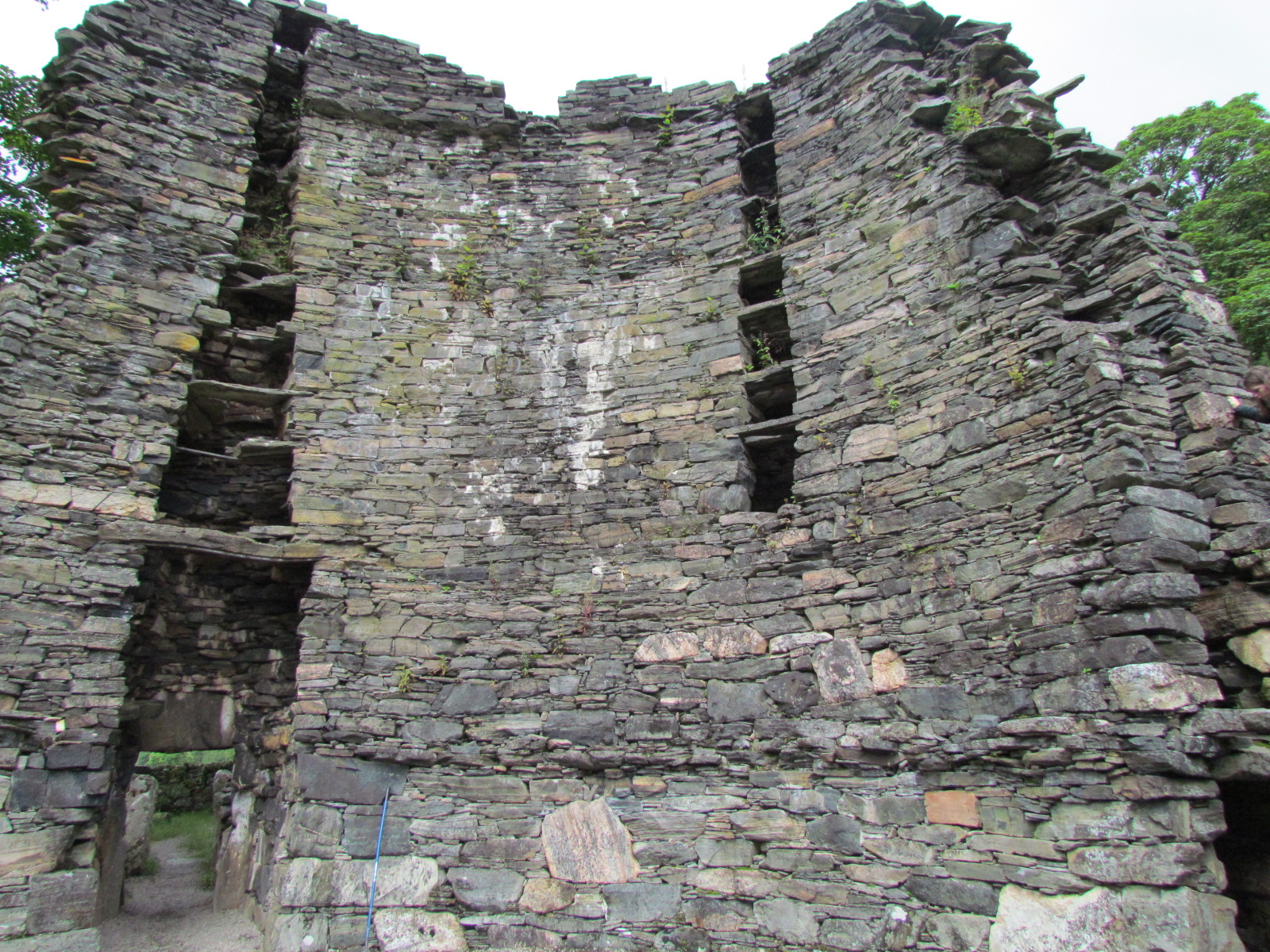
Eingang und Wandrest (Dun Telve)
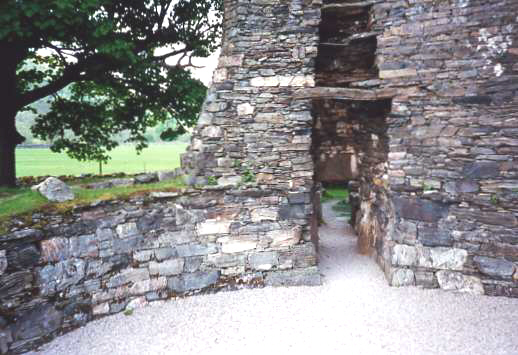
Eingang (Dun Telve)
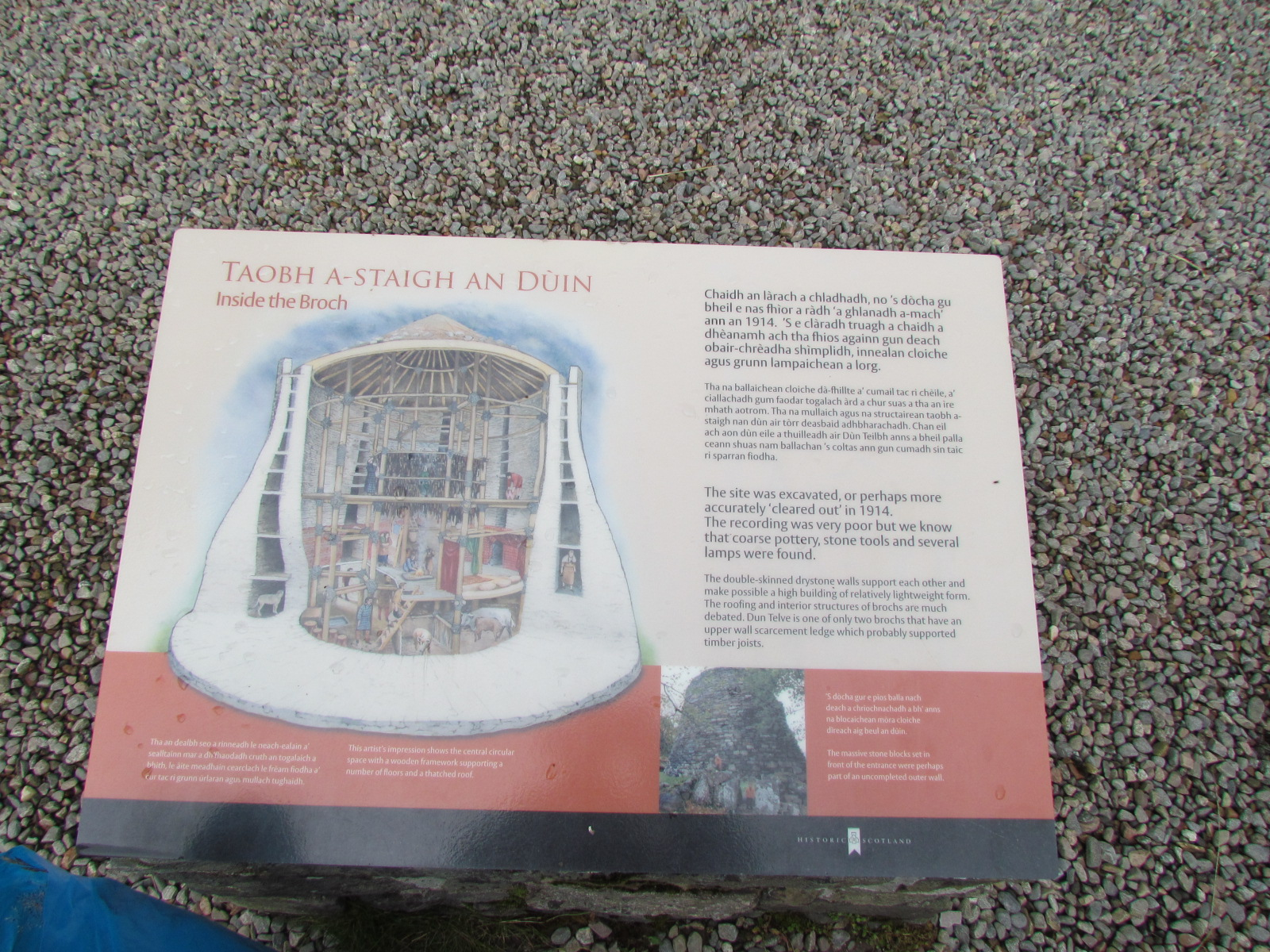
Schautafel Dun Telve
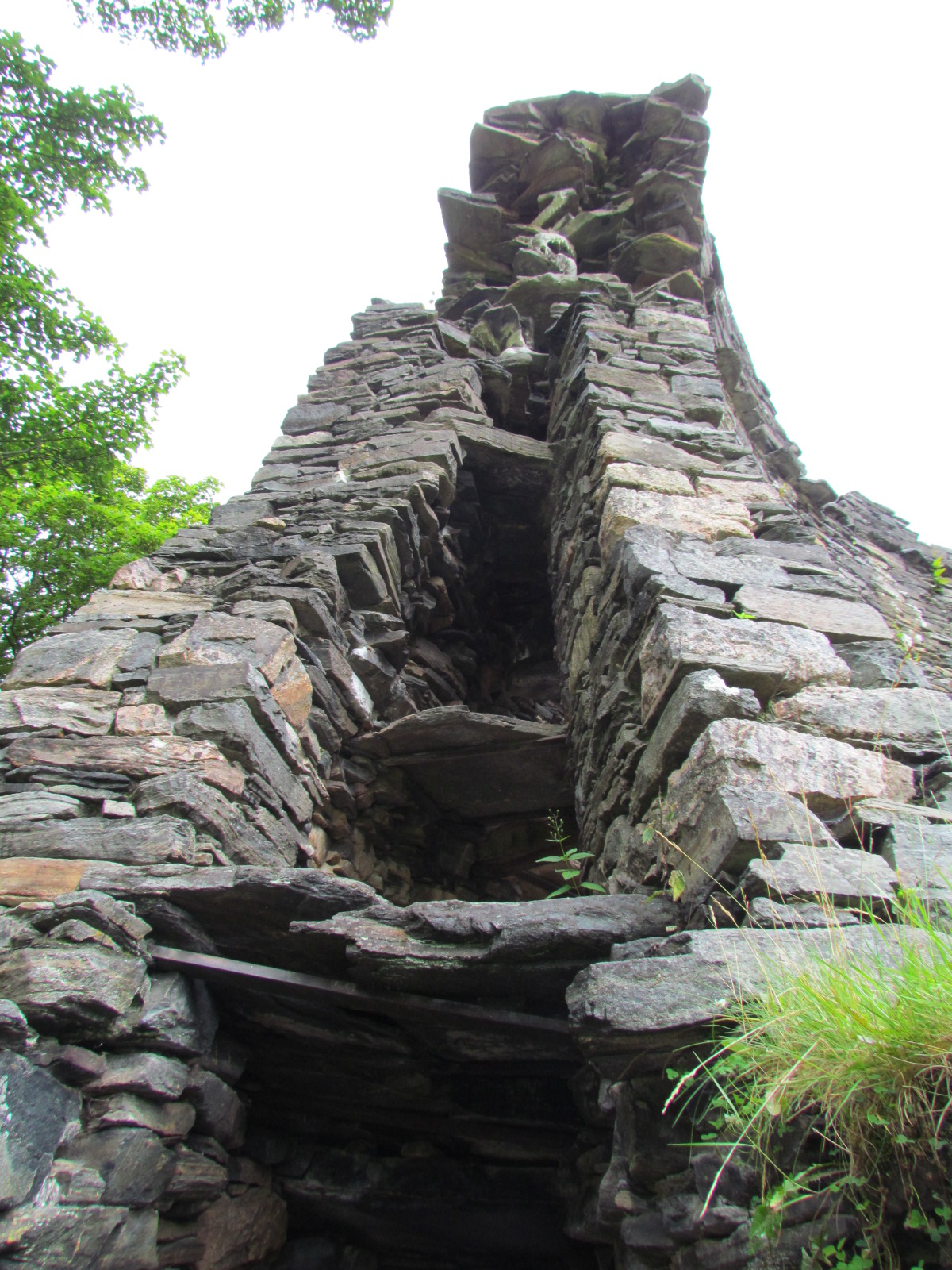
Doppelwandige Mauer (Dun Telve)
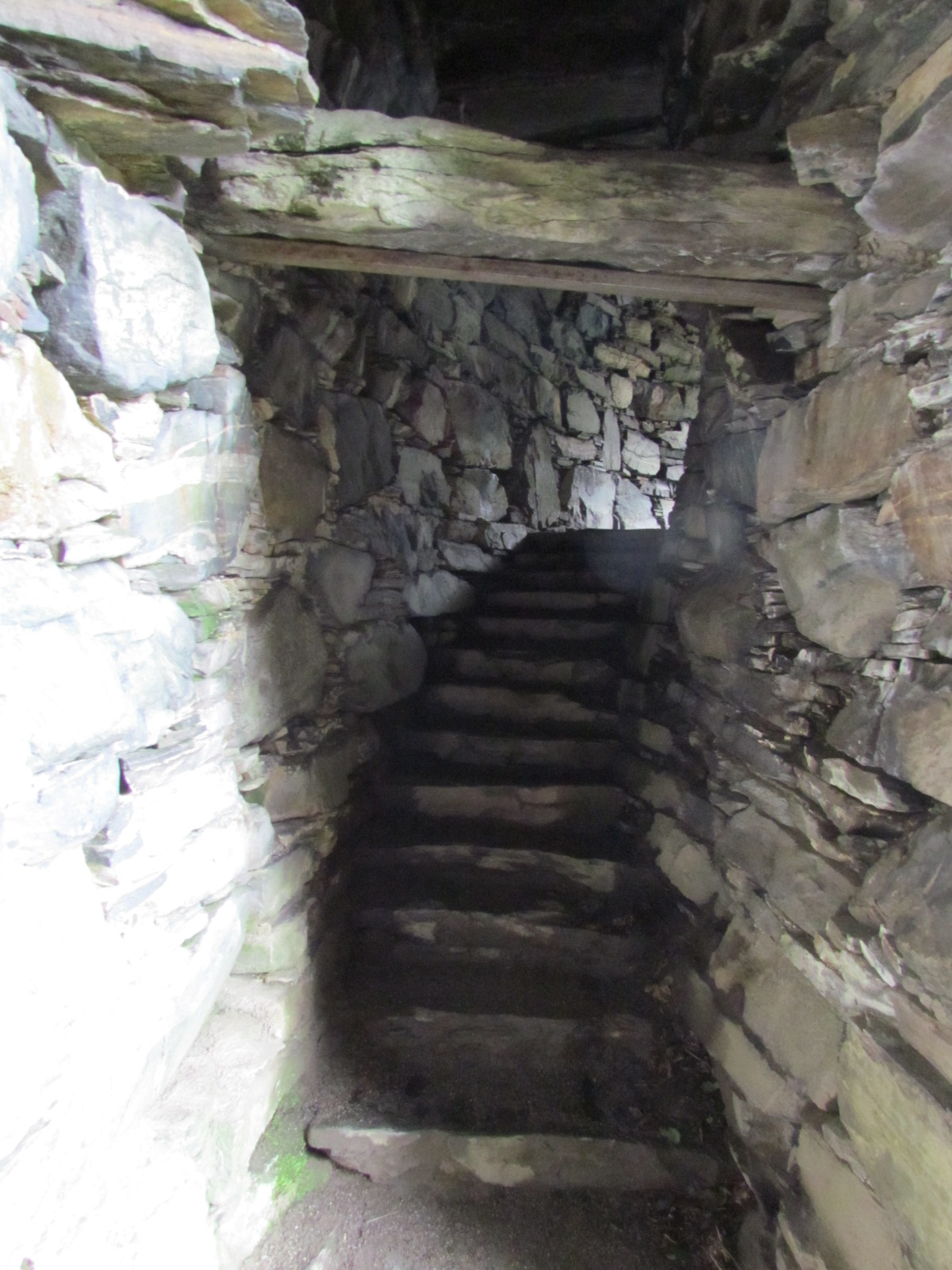
Treppenaufgang (Dun Troddan)
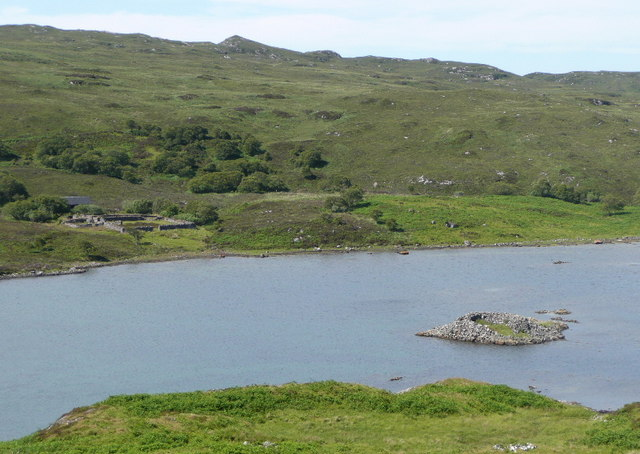
Loch Ardbhair – Einer der seltenen Inselbrochs in Sutherland
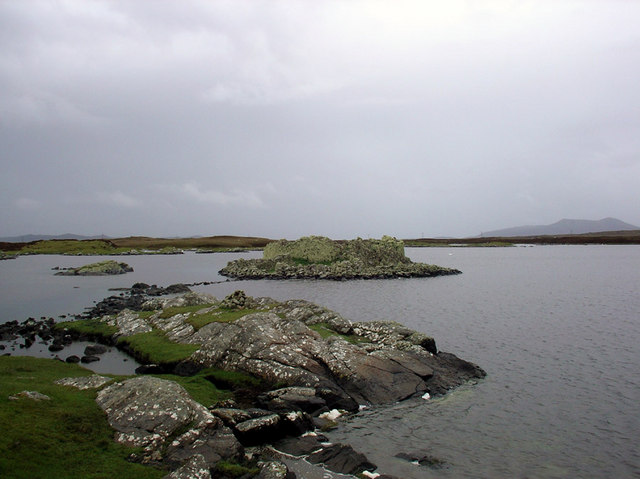
Dun Torcuill – Inselbroch auf North Uist

### Wächterzelle

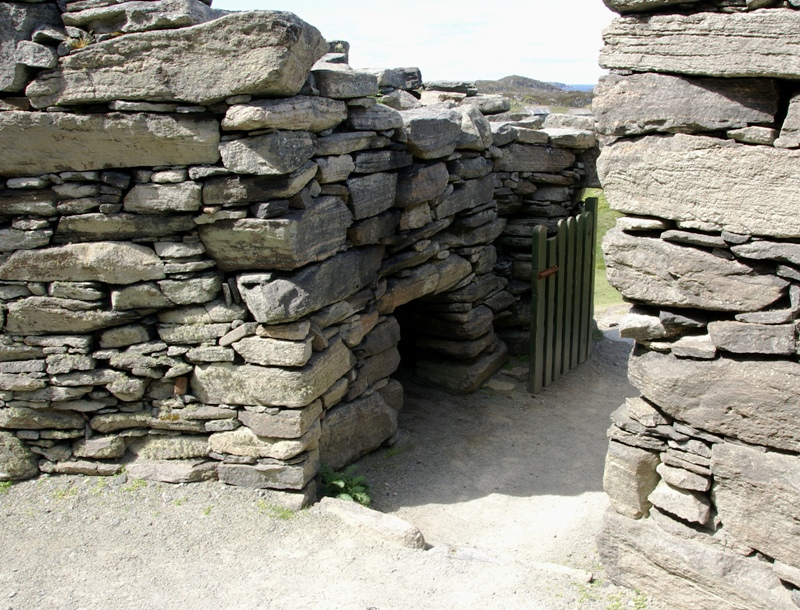
Dun Carloway mit dem Zugang zur Wächterzelle

Die Wächterzelle ist eine intramurale, nur in einigen Duns und den Festland-Brochs vorkommende Zelle. Sie ist in ähnlicher Form auch in sardischen Nuraghen eingebaut. Die Zelle ist in aller Regel vom Durchgang aus zugänglich. Die Durchgänge haben Längen zwischen 3,5 und 5,5 m und sind schmal und meist niedrig. Der tunnelartige Zugang führt in den Innenraum.
Wächterzellen erhielten ihren Namen, weil frühe Archäologen die Zellen am Gang für den Raum eines Türstehers ansahen. Sie haben unterschiedliche Größen, Formen und Lagen. Die meisten liegen rechts im Gang (Dun Telve), es gibt aber auch linksseitige (Dun Troddan). Auf den nördlichen Inseln fehlen sie oft (z. B. Broch von Bu oder vielen der 110 Brochs der Shetlandinseln wie dem Broch von Mousa), nicht aber beim Broch am Loch of Houlland. Viele Gänge sind außen schmal und erweitern sich zum inneren Ende hin symmetrisch, stufenförmig um einige Dezimeter. Die seitliche Stufe wird als der Anschlag für eine Verschlussvorrichtung (Tür) angesehen. Der Zugang zur Wächterzelle liegt stets auf der Innenseite, also hinter der (geschlossenen) Tür. Obwohl Brochs eisenzeitlich sind, konnten keine eisernen Beschläge, die ansonsten für Türen typisch sind, gefunden werden. Dùn Mòr hat eine runde Wächterzelle und ein, auch bei Borroughston auf Shapinsay gefundenes, langes Balken- oder Riegelloch für die nicht vorhandene Verschlussvorrichtung. Im Broch von Mousa befindet sich im Gang eine schmale Schlitzzelle, gerade so breit und tief, dass eine Verschlussvorrichtung eingeschoben werden konnte.
Die kleine Wächterzelle im Broch von Crosskirk, dem bisher ältesten untersuchten Broch, war sowohl vom Gang als auch von einer größeren Zelle in der Mauer aus zugänglich. Sie hat auch eine Reihe von Stufen, die zu einer Treppe gehören. Diese multifunktionale Zelle vereint alle drei klassischen Brochelemente, die ansonsten getrennt auftreten.

## Funktion und Nutzung
Aufgrund der wehrhaften Erscheinung der Brochs wurden sie früher als Fluchtburgen oder Sitz eines keltischen Anführers gedeutet. Inzwischen geht die Forschung davon aus, dass es sich um Wohnsitze der landbesitzenden Bevölkerung handelt. Indes stellt sich die Situation auf den Inseln South Uist und Lewis etwas anders dar. Hier gibt es wenige, aber größere Brochs, die sicher nicht der gesamten Bevölkerung als Wohnstätte gedient haben können. Es wird angenommen, dass Brochs als Monumentalbauten auch aus Prestigegründen von wohlhabenden oder sozial höhergestellten Familien errichtet wurden. Während manche Brochs bereits im zweiten Jahrhundert wieder aufgegeben wurden, kann eine Nachfolgenutzung durch Pikten nicht ausgeschlossen werden. Eine zumindest kurzfristige Nutzung durch die nachfolgenden Wikinger ist für einen Broch mit Sicherheit belegt: Mousayjar Borg, Mousa Broch, Shetland.
Einige Brochs (Broch von Midhowe, Gurness, Jarlshof, Clickhimin u. a.) waren umgeben von weiteren Siedlungsbauten, die teils recht schnell nachfolgend, wenn nicht gar zeitgleich entstanden, teils deutlich jüngeren Datums sind. In The Brochs of Shetland: recent controversies and new ideas stellt Brian Smith neue Erkenntnisse über die Brochs vor. Einen nicht profanen Hinweis gibt der Broch in Canisbay, Caithness, der sich unter den Ruinen einer Kirche aus dem 13. Jahrhundert befindet.

## Beispiele

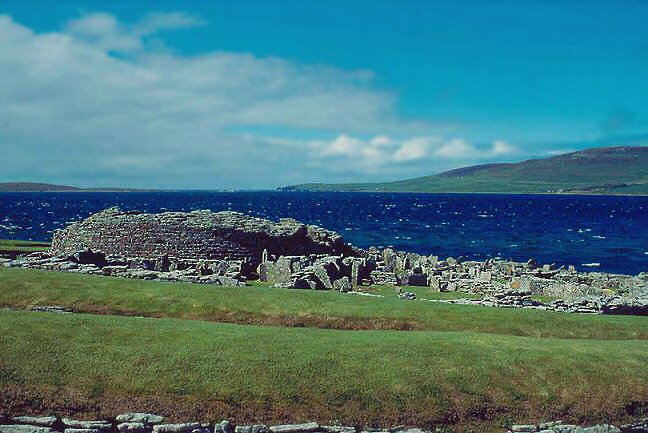
Broch of Gurness – im Vordergrund (grasbedeckt) Reste der doppelten Umwallung, rechts vom Broch und teilweise davor: Reste der umgebenden Nachfolgebebauung; Zustand 1988

Der Broch von Gurness bei Evie entstand zwischen 200 und 100 v. Chr., wahrscheinlich auf den Resten einer älteren Siedlung. 1930 entdeckte man hier eine in den anstehenden Fels gehauene, dann ausgekleidete Kammer, zu der eine steinerne Treppe hinabführte, und in der sich Quellwasser sammelte. Inzwischen kennt man schottlandweit mehr als 30 vergleichbare Anlagen, die offensichtlich die Wasserversorgung sicherten.
Auch in Jarlshof befindet sich ein Broch inmitten einer teilweise wesentlich älteren Siedlung. Um den Broch herum finden sich hier bronzezeitliche Häuser, darunter eines, das offensichtlich von einem irischen Bronzeschmied genutzt worden war, ferner Wheelhouses, normannische Langhäuser und eine mittelalterliche Farm, bestehend aus zwei parallelen Langbauten. Die gesamte Anlage wurde letztmals 1605 wesentlich verändert, als Patrick Stewart, Earl of Orkney, den von seinem Vater Robert angelegten Herrensitz erweiterte, wobei der Broch teilweise überbaut wurde. Dies Herrenhaus, der eigentliche, so von Sir Walter Scott benannte Jarlshof war ab etwa 1675 wieder eine Ruine.
Am besten erhalten ist der Broch von Mousa auf der kleinen Insel Mousa, östlich von Mainland. Ursprünglich war er etwa 15 m hoch bei einem Durchmesser von 15,2 m. Mit den in zwei Niveaus vorkragenden Steinringen auf der Innenseite des Bauwerks gilt Mousa zudem als Beispiel für sehr wahrscheinliche hölzerne Innenausbauten („Galerien“), deren Tragbalken für Fußboden-/Dachelemente auf diesen Kragsteinen auflagen. Gleichzeitig lässt sich die spiralförmig in die Höhe führende Treppe zwischen den beiden im Trockensteinbau ausgeführten Schalen der Brochwände in der tragenden Innenwand, nicht aber in der im Schnitt stärker ausgeführten Außenwand verfolgen.
Andere relativ gut erhaltene Exemplare sind Dun Telve und Dun Troddan in den Highlands, sowie der Broch Dun Carloway auf der Isle of Lewis.